# Czerwony Pająk
Czerwony Pająk (Engels: The Red Spider) is een Pools-Tsjechisch-Slowaakse film uit 2015 onder regie van Marcin Koszałka. De film ging in première op 6 juli op het Internationaal filmfestival van Karlsbad.

## Verhaal
Krakau, 1967, Karol is een jongeman die zijn tijd doorbrengt met duiken terwijl zijn ouders willen dat hij verder studeert voor arts. Hij ontmoet een oudere man waarvan hij denkt dat het een massamoordenaar is die in Krakau in de jaren zestig bekend werd als de Czerwony Pająk (Red Spider). Terwijl de stad in de greep van de angst is, geraakt Karol gefascineerd door de dood en geobsedeerd door de man begint hij hem te bespioneren. Ondertussen ontmoet hij Danka, een iets oudere fotografe die werkt voor de lokale krant en op wie hij verliefd wordt.

## Rolverdeling
| Acteur               | Personage      |
| -------------------- | -------------- |
| Filip Plawiak        | Karol Kremer   |
| Julia Kijowska       | Danka          |
| Małgorzata Foremniak | Karol’s moeder |
| Marek Kalita         | Karol’s vader  |
| Adam Woronowicz      | Dierenarts     |
| Wojciech Zielinski   | Lt. Florek     |